# HD 219402
HD 219402，又名BD-04 5852，SAO 146593、HR 8840，是一颗位於寶瓶座的恒星，视星等为5.55，位于銀經74.66，銀緯-57.09，其B1900.0坐标为赤經23h 10m 25.1s，赤緯-4° -57.09′ 29″。